# Fourplay (filme)
Fourplay (bra: Four Play) é um filme de comédia romântica de 2001, escrito e dirigido por Mike Binder.

## Sinopse
Ben Greene (Mike Binder) é um americano que foi para Londres para ser o roteirista de "Tedford Gate", um popular programa. A estrela do show é Carly Matthews Portland (Mariel Hemingway), uma bela atriz americana que teve um bem-sucedido recomeço na Inglaterra após ser rejeitada em Hollywood. O marido dela, Allen (Colin Firth), é o produtor do show e o exemplo de cavalheiro inglês. Fiona Delgrazia (Irène Jacob), a bela maquiadora francesa do programa, é escolhida por Carly como a esposa ideal para Ben, embora ela esteja encantada por ele. O charme europeu de Fiona mexe com a cabeça de Ben, o romance começa e logo estão casados. Entretanto em pouco tempo fica claro que Ben quer a companhia de Carly e a recíproca é verdadeira.[carece de fontes?]

## Elenco
- Colin Firth .... Allen Portland
- Mike Binder .... Ben Greene
- Irène Jacob .... Fiona Delgrazia
- Mariel Hemingway .... Carly Matthews Portland
- Stephen Fry .... Nigel Steele
- Jack Dee .... Glen
- Christopher Lawford .... Davis
- Stephen Marcus .... Davey

## Recepção
O filme não recebeu muitos comentários. O crítico do site scoopy.net deu ao filme um D sugerindo que não iria mesmo agradar aos fãs do gênero.